# Kaple se zvoničkou v Třebonicích
Kaple se zvoničkou v Třebonicích v Praze stojí na rozcestí ulic K Řeporyjím a K Chabům. Je chráněna jako nemovitá kulturní památka České republiky.

## Historie
Kaple pochází z roku 1886. Typově je jednou z kaplí, které se vyskytují v okolí, například v Sobíně.

## Popis
Osmiboká kaple s hranolovou zvoničkou na vrcholu je krytá taškami. Kromě průčelní stěny je v ostatních stěnách v omítce naznačeno slepé gotické okno a nad ním slepý, kulatý medailon. V průčelní stěně jsou na místě naznačeného okna umístěny dřevěné dveře, jejichž výplň naznačuje kružbu. Kaplička je osvětlena kulatým otvorem v horní části dveří a kulatým světlíkem na místě medailonu.
Stěny i křížová klenba jsou vymalovány. Proti dveřím stojí dřevěný oltářík se soškou Panny Marie s Ježíškem z doby vzniku kaple.